# Wolfram Schaffar
Wolfram Schaffar (* 1969 in Stuttgart) ist ein deutscher Politikwissenschaftler, Entwicklungsforscher sowie Südost- und Ostasienwissenschaftler. Er hat seit 2021 den Lehrstuhl für Entwicklungspolitik an der Universität Passau inne. Zuvor lehrte er von 2014 bis 2018 als Professor für Politikwissenschaft und Entwicklungsforschung an der Universität Wien.

## Leben
Schaffar studierte Japanologie und Südostasienwissenschaften, Sprachwissenschaft und Informatik an der Universität Tübingen und der Waseda-Universität in Tokio. Er promovierte 2000 an der Universität Tübingen mit einer Arbeit über die Informationsstruktur der japanischen Sprache. 
Von 2002 bis 2007 war Schaffar wissenschaftlicher Assistent an der Abteilung Südostasienwissenschaft der Universität Bonn. Es folgte eine Gastdozentur für ein Semester an der Fakultät für Politikwissenschaft der Chulalongkorn-Universität in Bangkok. Von 2008 bis 2010 lehrte er als Akademischer Rat an der Abteilung Politikwissenschaft der Stiftung Universität Hildesheim. Danach war er bis 2013 Gastprofessor für Entwicklungsforschung am Institut für Internationale Entwicklung der Universität Wien. 
Als Senior Research Fellow war Schaffar anschließend am Koninklijk Instituut voor Taal-, Land- en Volkenkunde (KITLV) in Leiden und parallel als Gastdozent am Department of International Relations and Political Science der Yangon University in Myanmar tätig. Von 2014 bis 2018 hatte Schaffar die Stiftungsprofessur für politikwissenschaftliche Entwicklungsforschung der Austrian Development Agency (ADA) am Institut für Internationale Entwicklung und am Institut für Politikwissenschaft der Universität Wien inne. Als Research Fellow ging er 2019 an das International Institute for Asian Studies in Leiden. Im Sommersemester 2020 vertrat er eine Professur für Japanologie an der Universität Tübingen. Zum Sommersemester 2021 wurde Schaffar auf den Lehrstuhl für Entwicklungspolitik an der Philosophischen Fakultät der Universität Passau berufen.

## Veröffentlichungen (Auswahl)
- Die Informationsstruktur der japanischen Sprache. Eine Analyse von Nominalisierungen, Fokuspartikeln und Kakari-Musubi-Konstruktionen im modernen Japanischen, klassischen Japanischen und in der Sprache von Ryûkyû. Lit Verlag, Münster u. a. 2003. Zugl. Univ. Tübingen, Dissertation [2000].
- Hrsg. mit Stephan Conermann: Die schwere Geburt von Staaten. Verfassungen und Rechtskulturen in modernen asiatischen Gesellschaften. EB-Verlag, Hamburg 2007.
- Mit Oliver Pye: The 2006 anti-Thaksin movement in Thailand. An analysis. In: Journal of Contemporary Asia, Band 38 (2008), Nr. 1, S. 38–61.
- Hrsg. mit Michael Bruch und Peter Scheiffele: Organisation und Kritik. Westfälisches Dampfboot, Münster 2011.
- Hrsg. mit Ilker Ataç, Albert Kraler, Aram Ziai: Politik und Peripherie. Eine politikwissenschaftliche Einführung. Mandelbaum Verlag, Wien 2018.
- Hrsg. mit Miriam Fahimi und Elmar Flatschart: State and statehood in the Global South. Theoretical approaches and empirical studies. Springer, Cham 2022.